# 王家閔
王家閔（1983年11月8日—），臺灣男子羽毛球運動員，五次中華民國全國羽球排名賽混雙冠軍，國立體育大學球類運動技術學系專任教練。

## 簡歷
2005年11月，王家閔與搭檔王沛蓉晉級中華台北羽球公開賽準決賽，最終以直落二（7-15、1-15）敗於跨國組合吳俊明/程文欣。
2008年9月，王家閔/王沛蓉再次晉級中華台北羽球公開賽準決賽，並以直落二（12-21、16-21）敗於同為合庫隊友的方介民/程文欣，第二度止步四強。同月底，兩人前往澳門參加澳門羽球黃金大獎賽，最終在準決賽以0比2（15-21、17-21）敗於中國的徐晨/趙芸蕾。
2010年4月，王家閔/王沛蓉在越南羽毛球國際賽決賽中，以0比2（21-23、13-21）敗於新加坡組合亨德利·庫爾尼亞萬·薩帕特拉/梁語嫣，斬獲亞軍。

## 主要比賽成績
只列出曾進入準決賽的國際賽事成績：
| 年份   | 賽事                 | 公開賽級別 | 項目     | 拍檔   | 成績   |
| ------ | -------------------- | ---------- | -------- | ------ | ------ |
| 2005年 | 中華台北羽球公開賽   |            | 混合雙打 | 王沛蓉 | 準決賽 |
| 2008年 | 越南羽毛球國際賽     | 國際挑戰賽 | 混合雙打 | 王沛蓉 | 準決賽 |
| 2008年 | 中華台北羽球公開賽   | 黃金大獎賽 | 混合雙打 | 王沛蓉 | 準決賽 |
| 2008年 | 澳門羽球黃金大獎賽   | 黃金大獎賽 | 混合雙打 | 王沛蓉 | 準決賽 |
| 2010年 | 越南羽毛球國際賽     | 國際挑戰賽 | 男子雙打 | 王沛蓉 | 亞軍   |
| 2011年 | 馬來西亞羽毛球國際賽 | 國際挑戰賽 | 男子雙打 | 林家佑 | 準決賽 |

| 2007-2017年 | 首要超級賽 | 超級賽 | 黃金大獎賽 | 大獎賽 | 國際挑戰賽 | 國際系列賽 | 未來系列賽 | 其他 |